# André-Pierre Borgniet
André-Pierre Borgniet, né le 14 février 1811 à Mayence et mort le 31 juillet 1862 à Hien-Hien en Chine, est un jésuite français qui fut missionnaire et vicaire apostolique en Chine.

## Biographie
André Borgniet naît à Mayence qui faisait alors partie de l'Empire français et était le chef-lieu du département du Mont-Tonnerre. Mayence est aussi le siège du diocèse de Mayence (Diocoesis Moguntina) à l'époque de Mgr Joseph Ludwig Colmar. Après l'abdication de Napoléon, la région redevient allemande. André Borgniet est ordonné prêtre en 1835 et entre dans la compagnie de Jésus en 1845. Il est envoyé, le 21 janvier 1856, à Nankin pour renforcer la mission jésuite du Kiang-nan qui faisait partie du vicariat apostolique de Nankin. Il est nommé pro-vicaire (sans être évêque) par Pie IX le 2 avril 1856 et trois ans, jour pour jour plus tard, vicaire apostolique. Il devient évêque in partibus de Berissa (de) et il est consacré, le 2 octobre 1859, à Shanghai par Mgr Mouly, vicaire apostolique de Pékin.
Mgr Borgniet exerce sa charge dans une période extrêmement troublée de persécution des chrétiens et de rébellion armée, et dans le contexte historique de la seconde guerre de l'opium. Toutes les missions de la région sont détruites, sauf celles de Shanghai. Vingt-quatre missionnaires sont assassinés entre 1856 et 1864 dans la région, dont le père Auguste Chapdelaine, mep, béatifié en 1900 et canonisé en 2000. Sa mort a été l'un des prétextes de l'entrée en guerre de la France de Napoléon III aux côtés de l'Angleterre, contre l'empire céleste. La convention de Pékin de 1860 reconnaît les droits civils des chrétiens chinois et renforce la protection diplomatique des missionnaires par la France.
L'été 1982, accablé par tous ces épreuves, Mgr Borgniet se rend à  Hien Hien (献县，aujourd'hui dans le Xian de Xian)  pour trouver du réconfort auprès des missionnaires jésuites qui s'y trouvaient. Hélas le moment est mal choisi! La région était ravagé par une épidémie de choléra.Il trouve la maison des missionnaires en pleine désolation : un des jeunes prêtres venait de mourir, deux autres dont Mgr Languillat gravement atteints et presque mourants. 5 jours durant, oubliant ses propres souffrances,  il réconforte les malades, célèbre une messe le jour de la fête de St. Ignace. Le lendemain la force l'abandonne, il meurt du choléra le 31 juillet 1862 et Mgr Languillat, sj, lui succède deux ans plus tard.